# Beyond the Ice Palace
Beyond the Ice Palace est un jeu vidéo de plates-formes publié par Elite Systems en 1988 pour Amiga, Amstrad CPC, Atari ST, Commodore 64 et ZX Spectrum.

## Trame
Le jeu prend place dans un univers fantasy. Une terre mystique est prise dans une bataille entre le bien et le mal, alors que des esprits sombres envoyés détruisent les forêts. En désespoir de cause, les esprits anciens et sages des bois tirent une flèche sacrée dans les airs. Celui qui le trouvera pourra vaincre les pouvoirs des ténèbres.

## Système de jeu
Beyond the Ice Palace est un jeu de plates-formes à défilement vertical, en 2D. Le joueur doit accomplir sa mission en combattant des monstres au sein de trois niveaux en les éliminant à l'aide de projectiles. Il existe quelques similitudes avec Ghosts 'n Goblins, comme la possibilité de ramasser différentes armes. Le joueur dispose également de deux esprits (sous la forme de visages circulaires) comme des esprits de la forêt qui peuvent être invoqués pour attaquer les ennemis dans des confrontations difficiles. D'autres esprits peuvent être collectés tout au long du jeu.

## Développement
Les versions sur Amstrad CPC et Atari ST sont respectivement programmées par David Perry et Tim Moore. Les musiques du jeu sont composées par David Whittaker,.

## Réception
Sinclair User estime que Beyond the Ice Palace « ce n'est pas un classique, mais il est certainement assez bon pour vous occuper jusqu'à l'arrivée de la prochaine grande nouveauté ». Selon Your Sinclair c'est « dans l'ensemble un petit jeu plutôt super ». Crash donne à cette « aventure d'arcade soignée, jouable et extrêmement convaincante », la note de 83 %. 
Dans une critique rétrospective de la version Amstrad CPC pour Retro Gamer, Gavin Eke note que le jeu est similaire à Ghosts 'n Goblins. Il est impressionné par les graphismes « colorés et élégants » et considère que le jeu vaut le coup pour les amateurs du genre. Le jeu est qualifié d'« hommage flatteur ». Gavin Miller, qui examine la version Atari ST pour la même publication, déclare que même si le jeu est court, il représente un défi. Miller conclut : « Dans l'ensemble, c'est un excellent petit jeu avec de la bonne musique. J'aurais cependant aimé quelques niveaux supplémentaires ».

## Postérité
Une suite, Beyond the Ice Palace 2, est d'abord annoncée en avril 2024 pour une sortie la même année. Elle est développée par Storybird Studio et éditée par PQube et PixelHeart pour Microsoft Windows, Nintendo Switch, PlayStation 4, PlayStation 5, Xbox One et Xbox Series. Par la suite, le lancement du jeu est repoussé au 13 mars 2025.

### Traduction
- (en) Cet article est partiellement ou en totalité issu de l’article de Wikipédia en anglais intitulé « Beyond the Ice Palace » (voir la liste des auteurs).